# Заторы (гмина)
Заторы (пол. Zatory) — сельская гмина (уезд) в Польше, входит как административная единица в Пултуский повет, Мазовецкое воеводство. Население — 4786 человек (на 2004 год).

## Демография
| Перепись                       | Всего   | Всего | Женщины | Женщины | Мужчины | Мужчины |
| ------------------------------ | ------- | ----- | ------- | ------- | ------- | ------- |
| Единицы                        | человек | %     | человек | %       | человек | %       |
| Население                      | 4786    | 100   | 2385    | 49,8    | 2401    | 50,2    |
| Плотность населения (чел./км²) | 39,4    | 39,4  | 19,6    | 19,6    | 19,7    | 19,7    |

## Сельские округа
1. Борсуки-Колёня
2. Бурляки
3. Ценьша
4. Циски
5. Дембины
6. Дрвалы
7. Гладчин
8. Гладчин-Жондовы
9. Гладчин-Шляхецки
10. Кручи-Борек
11. Леманы
12. Лютоброк
13. Лютоброк-Фольварк
14. Меженцин
15. Мыстковец-Калинувка
16. Мыстковец-Щуцин
17. Нове-Борсуки
18. Пнево
19. Пнево-Колёня
20. Пшилубе
21. Ставинога
22. Слиски
23. Топольница
24. Викторын
25. Вулька-Заторска
26. Заторы

## Поселения
1. Беле
2. Дембинки
3. Холендры
4. Кемпа-Заторска
5. Копанец
6. Ленцино
7. Мальвиново
8. Окопы
9. Острувек

## Соседние гмины
1. Гмина Обрыте
2. Гмина Покшивница
3. Гмина Пултуск
4. Гмина Жонсник
5. Гмина Сомянка
6. Гмина Сероцк